# (5387) Casleo
(5387) Casleo es un asteroide perteneciente al cinturón de asteroides, descubierto el 11 de julio de 1980 por el equipo de la Universidad de Chile desde la Estación Astronómica de Cerro El Roble, Chile.

## Designación y nombre
Designado provisionalmente como 1980 NB. Fue nombrado Casleo en homenaje al Complejo Astronómico El Leoncito (Casleo), el centro astronómico más grande de Argentina, ubicado en la provincia de San Juan, cerca de las montañas de los Andes en el oeste del país.

## Características orbitales
Casleo está situado a una distancia media del Sol de 2,438 ua, pudiendo alejarse hasta 2,861 ua y acercarse hasta 2,014 ua. Su excentricidad es 0,173 y la inclinación orbital 1,609 grados. Emplea 1390,80 días en completar una órbita alrededor del Sol.

## Características físicas
La magnitud absoluta de Casleo es 13,4. Tiene 5,488 km de diámetro y su albedo se estima en 0,256. 